# Старосанжарська сільська рада
Старосанжарська сільська рада — колишній орган місцевого самоврядування у Новосанжарському районі Полтавської області з центром у c. Старі Санжари.

## Населені пункти
Сільраді були підпорядковані населені пункти:
- c. Старі Санжари